# Popular (série télévisée)
Pour les articles homonymes, voir Popular.
Popular est une série télévisée américaine en 43 épisodes de 42 minutes, créée par Gina Matthews et Ryan Murphy et diffusée entre le 29 septembre 1999 et le 18 mai 2001 sur le réseau The WB.
En France, la série a été diffusée à partir du 22 décembre 2000 sur TF6 et rediffusée sur M6, Fun TV, Téva et France 4.

## Synopsis
Popular relate la vie d'étudiants au lycée Kennedy High où les « populaires » et les « non-populaires » se lancent dans une guerre sans merci.

## Distribution

### Acteurs principaux
- Leslie Bibb (V. F. : Valérie Siclay) : Brooke McQueen
- Carly Pope (V. F. : Alexandra Garijo) : Samantha « Sam » McPherson
- Tamara Mello (V. F. : Chantal Mace) : Lily Esposito
- Tammy Lynn Michaels (V. F. : Virginie Méry) : Nicole Julian
- Christopher Gorham (V. F. : Axel Kiener) : Harrison John
- Bryce Johnson (V. F. : Maël Davan-Soulas) : Josh Ford
- Sara Rue (V. F. : Marie-Eugénie Maréchal) : Carmen Ferrara
- Leslie Grossman (V. F. : Vanina Pradier) : Mary-Cherry
- Ron Lester (V. F. : Yann Le Madic) : Michael « Sugar Daddy » Bernardino
- Lisa Darr (V. F. : Françoise Cadol) : Jane McPherson-McQueen
- Diane Delano (V. F. : Joëlle Brover) : Bobbi Glass
- Scott Bryce (V. F. : Bernard Bollet) : Mike McQueen

### Acteurs secondaires
- Hank Harris (V. F. : Donald Reignoux) : Emory Dick
- Anel Lopez Gorham (V. F. : Célia Carpentier) : « Poppy » Fresh
- Darryl Theirse (V. F. : Jean-Paul Pitolin) : Wayne Vincent
- Adria Dawn (V. F. : Dorothée Pousséo) : April Tuna
- Delta Burke (V. F. : Véronique Augereau) : Cherry Cherry
- Peggy Lipton (V. F. : Emmanuelle Bondeville) : Kelly McQueen-Foster
- Anthony Montgomery (V. F. : Lucien Jean-Baptiste) : George Austin
- Dey Young (V. F. : Anne Jolivet) : Jean Ford

## Épisodes

### Première saison (1999-2000)
1. Premier round (Popular, Round One)
2. Règlements de comptes (Mo' Menace Mo' Problems)
3. L'Alternative (Under Siege)
4. Vent de folie (Windstruck)
5. Le Prix à payer (Slumber Party Massacre)
6. Vérité ou conséquences (Truth or Consequences)
7. La reine du campus (Queen B.)
8. La toute première fois (Tonight's the Night)
9. Le Stress du test (Wild Wild Mess)
10. Les Fantômes de Noël (Fall On Your Knees)
11. Ex, mensonges et vidéo (Ex, Lies and Videotape)
12. Le Procès (The Trial of Emory Dick)
13. Le Quart d'heure américain (Hope In a Jar)
14. Le Jeu de la vérité (Caged !)
15. Garde à vous (Booty Camp)
16. Les Dents longues (All About Adam)
17. Paroles et musiques (Lord of the Files)
18. Transformation (Ch-Ch-Changes)
19. Les Blondes contre les brunes (Hard On the Outside, Soft In the Middle)
20. Nous sommes une famille (We are family)
21. Mystères à Kennedy High (What Makes Sammy Run)
22. Où est passé le corps ? (Two Weddings and a Funeral)

### Deuxième saison (2000-2001)
1. Les Rebelles (Timber!)
2. L'Invasion des poupées (Abby, Don't Do It)
3. L'Oncle d'Australie (Citizen Shame)
4. Chantage (The Sweetest Taboo)
5. Un peu d'amour pour Mary (Joe Loves Mary Cherry)
6. L'Essentiel et l'Accessoire (Style and Substance Abuse)
7. Scandale à Kennedy High (Ur-ine Trouble)
8. Besoin de personne (Misery Loathes Company)
9. Je suis comme je suis (Are You There God? It's Me Ann-Margret)
10. Le Saut de l'ange (The Consequences of Falling)
11. Au feu les pompiers (Fire In a Hole)
12. L'Étrange possession d'Harrison John (The Shocking Possession of Harrison John)
13. Pauvres Mary Cherry (Mary Cherry)
14. Morts suspectes (The News of my Death Has Been Greatly Exaggerated)
15. La Mère (It's Greek To Me)
16. Les Exclus (Fag)
17. Coup d'État (Coup)
18. La Guerre des cerveaux (The Brain Game)
19. Vacances secrètes (I Know What You Did Last Spring Break!)
20. Duels (You Don't Tug On Superman's Cape... You Don't Spit Into The Wind... You Don't Pull The Mask Off The Ol' Lone Ranger... And You Don't Mess Around With Big Bertha Muffin )
21. Fêtes et défaites (Promblems)